# Distretto di Pisacoma
Il distretto di Pisacoma è uno dei sette  distretti della provincia di Chucuito, in Perù. Si trova nella regione di Puno e si estende su una superficie di 959,34 chilometri quadrati.

Ha per capitale la città di Pisacoma; nel censimento 2005 si contava una popolazione di 11.086 unità.